# Chaco-Schmalbeutelratte
Die Chaco-Schlankbeutelratte (Cryptonanus chacoensis) ist eine Beuteltierart, die im nordöstlichen und südwestlichen Brasilien vorkommt. Das Verbreitungsgebiet reicht vom Süden Boliviens (Departamento Tarija) über Paraguay und den äußersten Norden und Nordosten von Argentinien bis nach Uruguay und die brasilianischen Bundesstaaten Mato Grosso do Sul und Rio Grande do Sul. Wahrscheinlich wird unter der Bezeichnung Cryptonanus chacoensis gegenwärtig ein Komplex verschiedener nah verwandter Arten geführt.

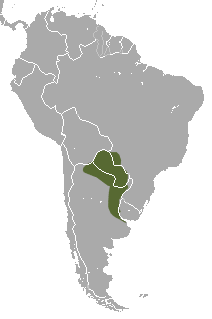
Verbreitungsgebiet

## Beschreibung
Die Tiere erreichen eine Kopfrumpflänge von 7 bis 11,4 cm, haben einen 9,5 bis 13,6 cm langen Schwanz und erreichen ein Gewicht von 10 bis 19 g. Der Schwanz ist damit etwa 25 % länger als Kopf und Rumpf zusammen. Das Rückenfell und die Kopfoberseite sind ockerbraun, die Körperseiten sind leicht gelblich. Die Haare haben graue Basen. Die Unterseite ist weißlich oder hell zimtfarben. Das Fell ist kurz und seidig. Der Schwanz ist graubraun gefärbt und auf der Oberseite etwas dunkler als auf der Unterseite. Die Ohren sind mittelgroß und graubraun. Die Weibchen haben neun Zitzen aber keinen Beutel.

## Lebensraum und Lebensweise
Die Chaco-Schlankbeutelratte kommt in einer Landschaft vor in der sich feuchte Graslandschaften mit kleinen Wäldern mosaikartig abwechseln. Die Art lebt vor allem auf dem Erdboden und scheint offene und feuchte Biotope zu bevorzugen. In Paraguay wurden die Tiere auch in kleinen Wäldern und in Argentinien in Galeriewäldern und Plantagen gefangen. Die Chaco-Schlankbeutelratte ist nachtaktiv und verbringt den Tag in Nestern, die sich auch in Baumhöhlen bis zu 1,5 m oberhalb des Bodens befinden können. Über die Ernährung frei lebender Tiere ist bisher nichts bekannt. Ein in menschlicher Obhut gehaltenes Exemplar fraß Hackfleisch und Weintrauben. Auch über die Fortpflanzung ist bisher nur wenig bekannt. Obwohl die Weibchen nur neun Zitzen haben, wurden schon zwölf Jungtiere gezählt.
Die IUCN schätzt den Bestand der Chaco-Schlankbeutelratte als ungefährdet ein. Ihr Verbreitungsgebiet ist groß und sie ist häufig.

## Systematik
Die Chaco-Schlankbeutelratte wurde im Jahr 1931 durch den US-amerikanischen Zoologen George Henry Hamilton Tate unter der wissenschaftlichen Bezeichnung Marmosa chacoensis erstmals wissenschaftlich beschrieben. Im Jahr 1989 wurde sie der Gattung Gracilinanus zugeordnet und im Jahr 2005 kam sie mit der Einführung der Gattung Cryptonanus zu dieser Gattung.
Cryptonanus ignitus (dt. Rotbäuchige Schmalbeutelratte), eine im Jahr 2002 beschriebene Schlankbeutelrattenart, die nur durch ihren Holotyp bekannt war und die man für ausgestorben hielt, da der Fundort des Holotyps, ein Waldgebiet war, das für den Anbau von Zuckerrohr großflächig zerstört wurde, erwies sich nach einer im April 2019 publizierten erneuten Untersuchung des Holotyps als Synonymbeschreibung von Cryptonanus chacoensis.

## Belege
1. 1 2 3 4  Diego Astúa: Family Didelphidae (Opossums). in Don E. Wilson, Russell A. Mittermeier: Handbook of the Mammals of the World – Volume 5. Monotremes and Marsupials. Lynx Editions, 2015, ISBN 978-84-96553-99-6. Seite 169.
2. ↑  Tate, G.H.H. (1931). Brief diagnoses of twenty-six apparently new forms of Marmosa (Marsupialia) from South America. American Museum Novitates. 493: 1–14.
3. ↑  Voss, R.S., Lunde, D.P. and Jansa, S.A. 2005. On the contents of Gracilinanus Gardner & Creighton, 1989, with the description of a previously unrecognized clade of small didelphid marsupials. American Museum Novitates 3482:1–34.
4. ↑  M.M. Díaz, D.A. Flores & R.M. Barquez: A New Species Of Gracile Mouse Opossum (Didelphimorphia: Didelphidae), From Argentina. Journal of Mammalogy 83(3): 824–833 (2002) doi:10.1644/1545-1542(2002)083<0824:ANSOGM>2.0.CO;2